# Elijah Harper

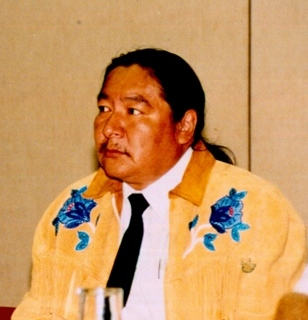
Elijah Harper in 1990

Elijah Harper (Red Sucker Lake (Canada), 3 maart 1949 – 17 mei 2013) was een Anishinini (Oji-Cree)-politicus uit noordelijk Manitoba en stamhoofd binnen de First Nations van 1978 tot 1981.
In 1981 werd hij verkozen als lid van het parlement voor de provincie Manitoba. In 1986 werd hij benoemd tot minister zonder portefeuille, verantwoordelijk voor Native Affairs. Nog geen jaar later werd hij benoemd tot Minister van Noordelijke Zaken en Minister over de Communities Economic Development Fund Act.
In 1990 kreeg hij nationale bekendheid toen hij een arendsveer vasthield terwijl hij het Meech Lake-akkoord weigerde te aanvaarden. Dit akkoord werd voorgesteld door de federale overheid, maar garandeerde niet de rechten van de inheemse volken.
Hierdoor werd het akkoord in Manitoba niet unaniem goedgekeurd. Daarop stemde de Minister-President Clyde Wells van Newfoundland ook tegen, waardoor het akkoord geen wet werd.
Harper was ook tegen het Charlottetown-akkoord in 1992, alhoewel Ovide Mercredi, de leider van de Assembly of First Nations, er wel voor was.
Op het einde van dat jaar verliet Harper de regering van Manitoba en ging voor de federale verkiezingen bij de New Democratic Party. In 1993 sloot hij zich aan bij de Liberal Party of Canada, omdat hij niet hogerop kon binnen zijn eigen partij.
Hij wees erop dat de verandering van partij zijn doelstellingen niet zou beïnvloeden en dat hij nog steeds voor de rechten van de inheemse volken zou opkomen. Zijn verblijf in de liberale partij was echter niet zonder problemen.
Harper is ook bekend door het samenbrengen van indianen en niet-indianen van over heel Canada om te zoeken naar een spirituele basis voor genezing en begrip. Zo bracht hij enkele 'heilige ontmoetingen' op de been tussen verschillende groepen.
Het werk dat hij leverde voor zijn volk, leverde hem enkele humanitaire prijzen op. Op het einde van de 20e eeuw werd hij de spreekbuis voor de Indian Claims Commission.
- Gemeinsame Normdatei: 130628670
- International Standard Name Identifier: 0000 0003 8587 1560
- Library of Congress Control Number: n94058449
- Virtual International Authority File: 25716811
- WorldCat: E39PBJj8XjMfhccXXVd99xKDbd